# Pico da Bandeira
Pico da Bandeira är ett berg i Brasilien.   Det ligger i kommunen Ibitirama och delstaten Espírito Santo, i den sydöstra delen av landet, 800 km sydost om huvudstaden Brasília. Toppen på Pico da Bandeira är 2 890 meter över havet.
Terrängen runt Pico da Bandeira är huvudsakligen bergig, men den allra närmaste omgivningen är kuperad. Pico da Bandeira är den högsta punkten i trakten. Närmaste större samhälle är Alto Caparaó, 7,4 km väster om Pico da Bandeira.
I omgivningarna runt Pico da Bandeira växer huvudsakligen savannskog. Runt Pico da Bandeira är det ganska glesbefolkat, med 21 invånare per kvadratkilometer.